# Saint-Just-de-Claix
Pour les articles homonymes, voir Saint-Just.
Saint-Just-de-Claix est une commune française située dans le département de l'Isère, en région Auvergne-Rhône-Alpes. Elle fait partie de la communauté de communes de Saint-Marcellin Vercors Isère Communauté.

## Géographie

### Situation et description
La commune de Saint-Just-de-Claix se situe dans la basse vallée de l'Isère (dénommée Sud-Grésivaudan), sur le Piémont dominant la rivière et assurant la transition entre collines du Viennois et du massif du Vercors. Située au confluent de la Bourne et de l'Isère, la commune fait partie du pays du Royans. Elle est cependant rattachée à la communauté de communes de Saint-Marcellin.

### Climat
Pour des articles plus généraux, voir Climat d'Auvergne-Rhône-Alpes et Climat de l'Isère.
En 2010, le climat de la commune est de type climat méditerranéen altéré, selon une étude du Centre national de la recherche scientifique s'appuyant sur une série de données couvrant la période 1971-2000. En 2020, Météo-France publie une typologie des climats de la France métropolitaine dans laquelle la commune est exposée à un climat de montagne ou de marges de montagne et est dans la région climatique Alpes du nord, caractérisée par une pluviométrie annuelle de 1 200 à 1 500 mm, irrégulièrement répartie en été.
Pour la période 1971-2000, la température annuelle moyenne est de 12,2 °C, avec une amplitude thermique annuelle de 17,9 °C. Le cumul annuel moyen de précipitations est de 943 mm, avec 9 jours de précipitations en janvier et 6 jours en juillet. Pour la période 1991-2020, la température moyenne annuelle observée sur la station météorologique de Météo-France la plus proche, « Saint-Jean-en-Royans », sur la commune de Saint-Jean-en-Royans à 6 km à vol d'oiseau, est de 12,3 °C et le cumul annuel moyen de précipitations est de 1 136,1 mm,. Pour l'avenir, les paramètres climatiques de la commune estimés pour 2050 selon différents scénarios d'émission de gaz à effet de serre sont consultables sur un site dédié publié par Météo-France en novembre 2022.

### Hydrographie
Le territoire de la commune est bordé par l'Isère au nord et la Bourne, son affluent en rive gauche, à l'est. La confluence des deux cours d'eau se situe à l'extrémité occidentale de celui-ci et forme la frontière avec le département de la Drôme.

### Voies de communication
L'ancienne route nationale 532, devenue la route départementale RD 1532 ou « route de Grenoble à Valence » est une route nationale française reliant Saint-Péray (Ardèche) à Grenoble (Isère) qui traverse approximativement le territoire communal selon un axe nord-est/sud-ouest.

## Urbanisme

### Typologie
Au 1er janvier 2024, Saint-Just-de-Claix est catégorisée commune rurale à habitat dispersé, selon la nouvelle grille communale de densité à sept niveaux définie par l'Insee en 2022.
Elle est située hors unité urbaine. Par ailleurs la commune fait partie de l'aire d'attraction de Saint-Marcellin, dont elle est une commune de la couronne,. Cette aire, qui regroupe 17 communes, est catégorisée dans les aires de moins de 50 000 habitants,.

### Occupation des sols
L'occupation des sols de la commune, telle qu'elle ressort de la base de données européenne d’occupation biophysique des sols Corine Land Cover (CLC), est marquée par l'importance des territoires agricoles (72,2 % en 2018), en diminution par rapport à 1990 (75 %). La répartition détaillée en 2018 est la suivante : 
zones agricoles hétérogènes (37,6 %), terres arables (27,6 %), forêts (16,5 %), cultures permanentes (7,1 %), eaux continentales (5,9 %), zones urbanisées (3,1 %), zones industrielles ou commerciales et réseaux de communication (2,3 %). L'évolution de l’occupation des sols de la commune et de ses infrastructures peut être observée sur les différentes représentations cartographiques du territoire : la carte de Cassini (XVIIIe siècle), la carte d'état-major (1820-1866) et les cartes ou photos aériennes de l'IGN pour la période actuelle (1950 à aujourd'hui).

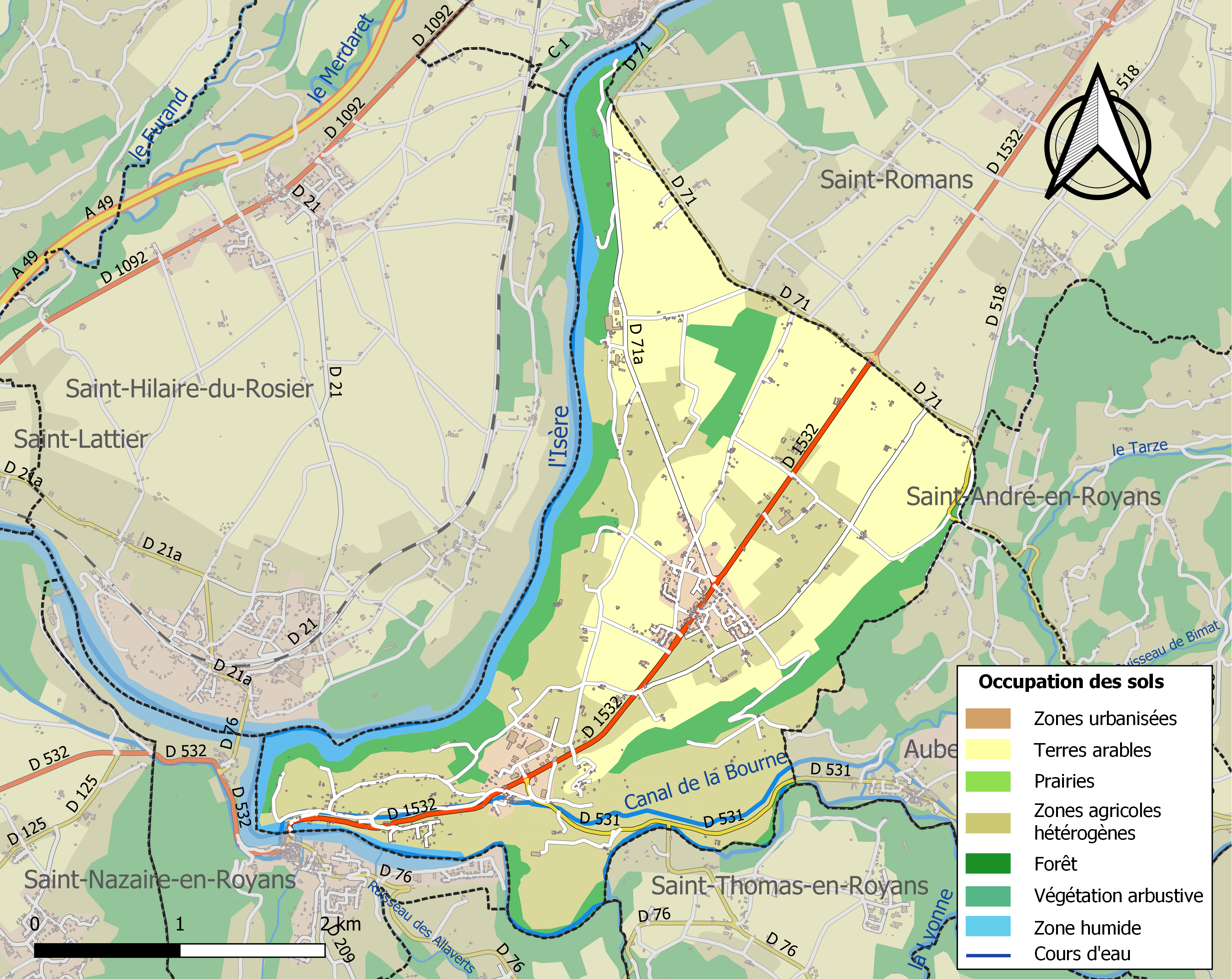
Carte des infrastructures et de l'occupation des sols de la commune en 2018 (CLC).

### Risques naturels et technologiques

#### Risques sismiques
L'ensemble du territoire de la commune de Saint-Just-de-Claix est situé en zone de sismicité no 4 (sur une échelle de 1 à 5), en limite de la zone no 3 qui se situe au nord-ouest du territoire communal.
| Type de zone | Niveau            | Définitions (bâtiment à risque normal) |
| ------------ | ----------------- | -------------------------------------- |
| Zone 4       | Sismicité moyenne | accélération = 1,6 m/s2                |

### Hameaux et lieux-dits
Différents hameaux et lieux-dits compose le territoire de la commune : 
- Village (bourg),
- Village vieux,
- Clairivaux,
- Manne,
- Côte rouge,
- Rochebrune,
- Chirouse,
- Valensole,
- Faisan,
- Bleton,
- Moraye

## Histoire
Une abbaye y fut instaurée par le dauphin Humbert II (qui transféra le Dauphiné à la France en 1349) au profit de sa mère, Béatrix de Hongrie, dont la sœur était reine de France. Elle y fut enterrée, mais le couvent étant transféré à Romans, sa dépouille le fut aussi.
Le site de l'abbaye, devenue Château Notre Dame à l'époque néogothique, est aujourd'hui un gîte touristique. Au-dessus, le site Château-vieux dont on dit qu'il fut maintes fois transformé, signale la présence évidente d'un ancien castrum sinon d'un oppidum (encore signalé sur la carte de Jean Boin de 1602).
Le site de Rochebrune ou Quatre-têtes est également chargé d'histoire. Jusque vers 1835, il appartenait à Saint Nazaire en Royans. Cette presqu'île du confluent entre la Bourne et l'Isère fut, semble-t-il un camp romain selon Henri Muller, l'historien du Dauphiné au XIXe siècle, et aussi un camp retranché de Monbrun, apôtre combattant de la religion réformée à l'époque des guerres de religion. On sait enfin que les Chartreux utilisèrent son port sur l'Isère pour transférer le minerai de fer venu de Chartreuse vers les fonderies de Bouvante et Val Sainte Marie au Moyen Âge. La traversée de l'Isère se faisait par un bac à traille jusqu'à la Deuxième Guerre mondiale, avant que le lac du barrage électrique de Saint Hilaire du Rosier ne modifie toute l'apparence du site.
On trouve en effet à Rochebrunne une levée de terre de +/- 3 mètres de hauteur dont les pierres plates sont importées, dit-on[Qui ?].
D'autres signes telluriques sont visibles aux environs. Ce campement n'a jamais été fouillé. Depuis, les transformations industrielles et résidentielles ont envahi le site, dont le canal de la Bourne et l'aqueduc du XIXe siècle. Même le grand mur (romain ?) a été récemment touché (2008).

## Politique et administration

### Liste des maires
| Période                                  | Période  | Identité     | Étiquette | Qualité |
| ---------------------------------------- | -------- | ------------ | --------- | ------- |
| avril 2007                               | En cours | Joël O'Baton | SE        | Employé |
| Les données manquantes sont à compléter. |          |              |           |         |

## Population et société

### Démographie
L'évolution du nombre d'habitants est connue à travers les recensements de la population effectués dans la commune depuis 1793. Pour les communes de moins de 10 000 habitants, une enquête de recensement portant sur toute la population est réalisée tous les cinq ans, les populations de référence des années intermédiaires étant quant à elles estimées par interpolation ou extrapolation. Pour la commune, le premier recensement exhaustif entrant dans le cadre du nouveau dispositif a été réalisé en 2005.

En 2022, la commune comptait 1 381 habitants, en évolution de +16,84 % par rapport à 2016 (Isère : +3,07 %, France hors Mayotte : +2,11 %).
| 1793 | 1800 | 1806 | 1821 | 1831 | 1836 | 1841 | 1846 | 1851 |
| ---- | ---- | ---- | ---- | ---- | ---- | ---- | ---- | ---- |
| 452  | 479  | 477  | 548  | 555  | 585  | 690  | 745  | 771  |

| 1856 | 1861 | 1866 | 1872 | 1876 | 1881 | 1886 | 1891 | 1896 |
| ---- | ---- | ---- | ---- | ---- | ---- | ---- | ---- | ---- |
| 737  | 759  | 735  | 760  | 742  | 705  | 752  | 723  | 746  |

| 1901 | 1906 | 1911 | 1921 | 1926 | 1931 | 1936 | 1946 | 1954 |
| ---- | ---- | ---- | ---- | ---- | ---- | ---- | ---- | ---- |
| 789  | 712  | 689  | 599  | 660  | 623  | 592  | 613  | 593  |

| 1962 | 1968 | 1975 | 1982 | 1990 | 1999  | 2005  | 2006  | 2010  |
| ---- | ---- | ---- | ---- | ---- | ----- | ----- | ----- | ----- |
| 590  | 580  | 556  | 822  | 944  | 1 025 | 1 152 | 1 163 | 1 219 |

| 2015  | 2020  | 2022  | - | - | - | - | - | - |
| ----- | ----- | ----- | - | - | - | - | - | - |
| 1 178 | 1 361 | 1 381 | - | - | - | - | - | - |

### Enseignement
La commune est rattachée à l'académie de Grenoble.

### Médias
Historiquement, le quotidien à grand tirage Le Dauphiné libéré consacre, chaque jour, y compris le dimanche, dans son édition du Sud Grésivaudan, un ou plusieurs articles à l'actualité du canton et de la communauté de communes, ainsi que des informations sur les éventuelles manifestations locales, les travaux routiers, et autres événements divers à caractère local.

### Cultes
La communauté catholique et l'église paroissiale, propriété de la commune, dépendent de la Paroisse Saint-Luc du Sud Gresivaudan, elle-même dépendante du diocèse de Grenoble-Vienne.

## Culture et patrimoine

### Lieux et monuments
- Abbaye Notre-Dame-des-Anges de Saint-Just-de-Claix.
- L'église Saint-Just de Saint-Just-de-Claix.
- Le monument aux morts communal

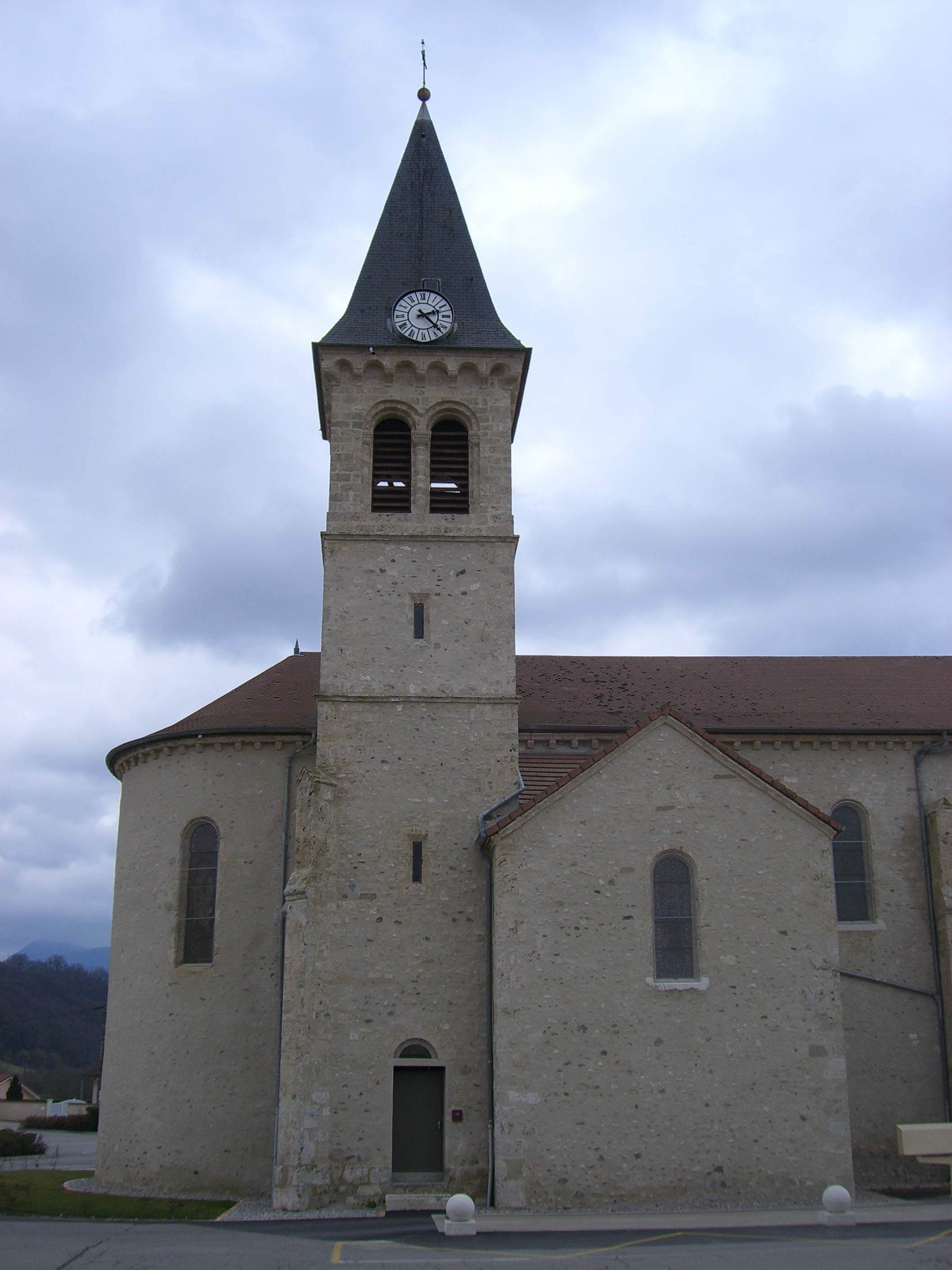
Le clocher de l'église.
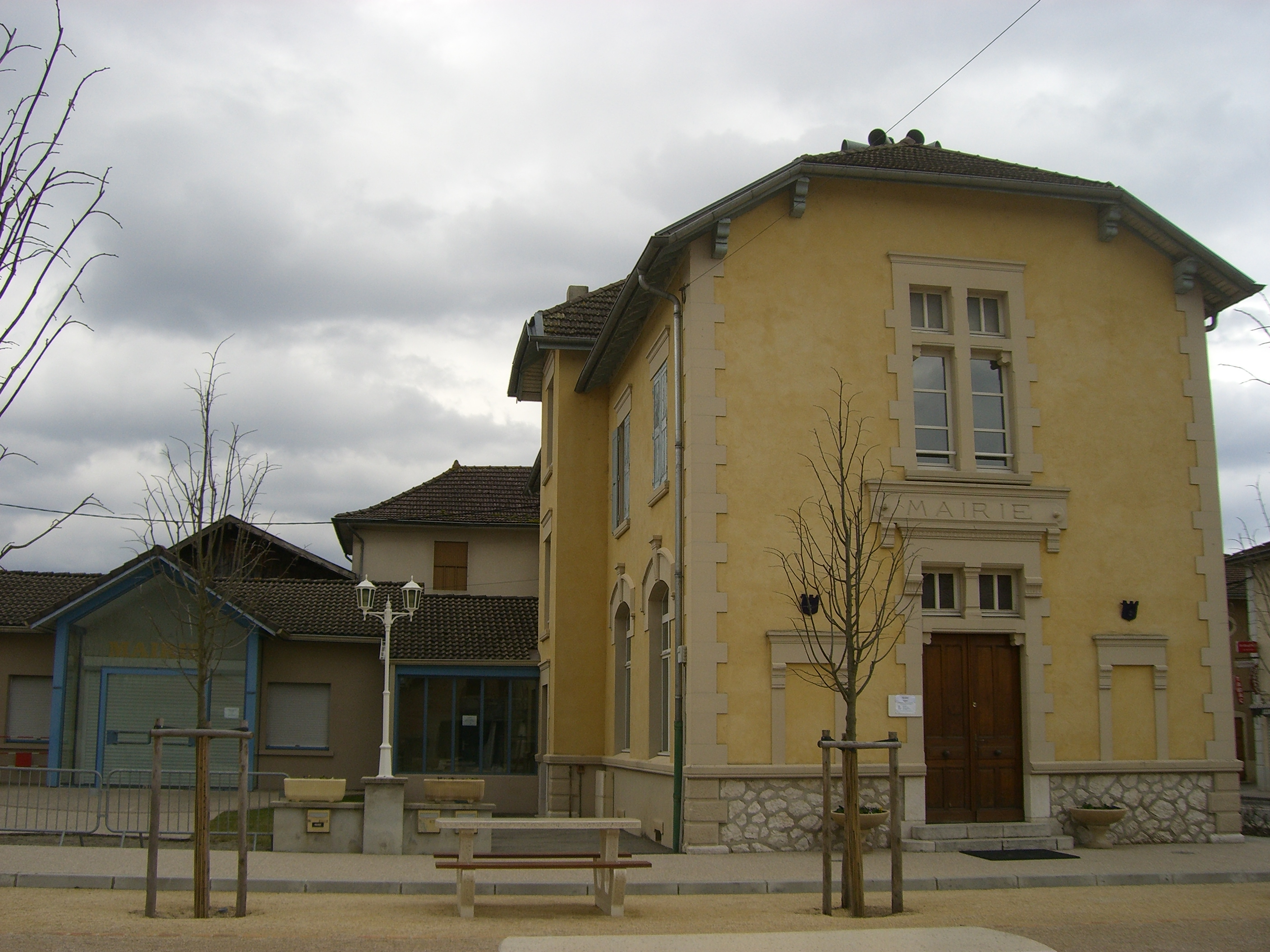
La mairie.
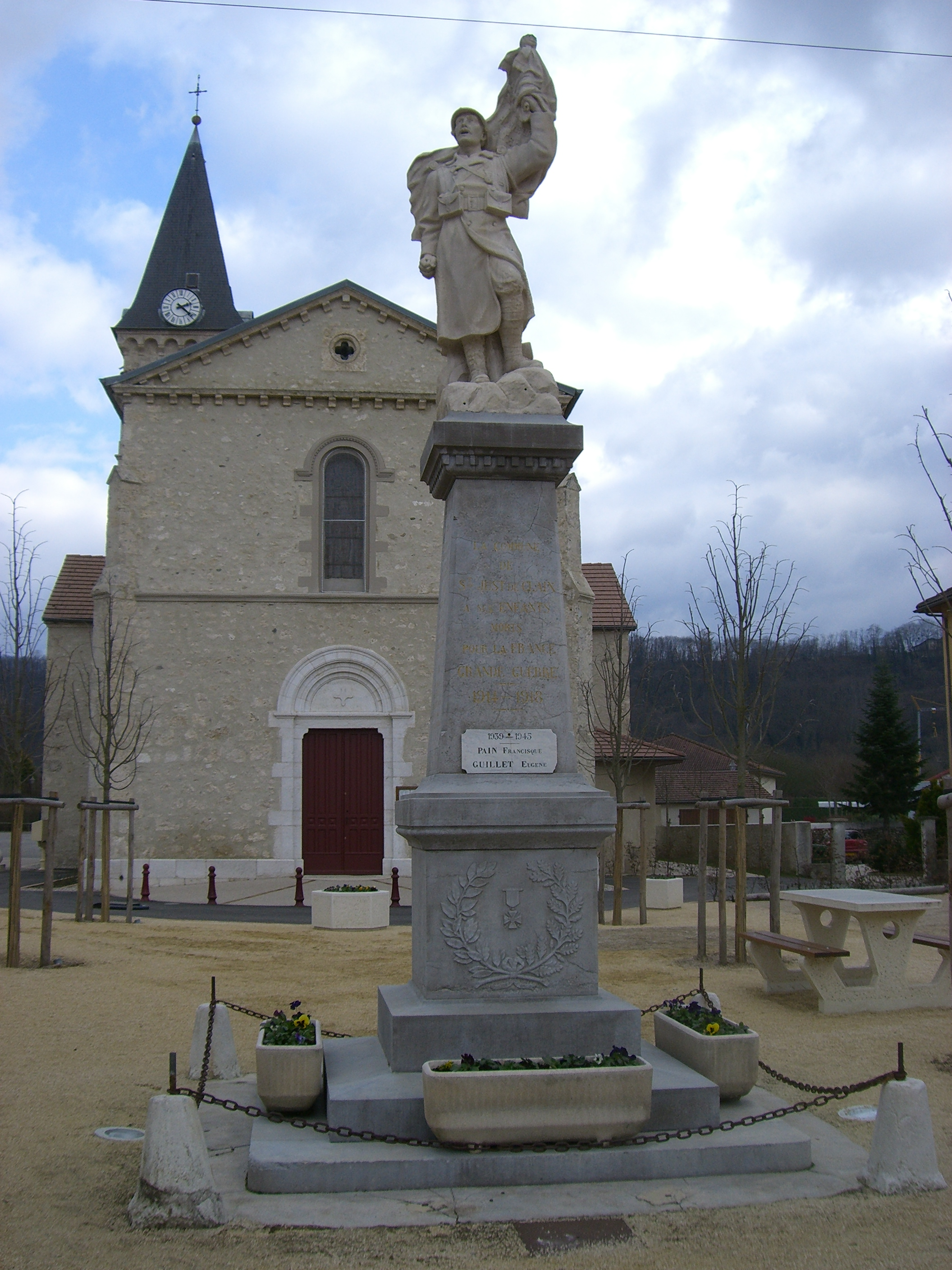
Le monument aux morts.

### Personnalités liées à la commune
- Béatrice de Hongrie, fondatrice de l'abbaye Notre-Dame-des-Anges de Saint-Just-de-Claix.

### Héraldique
|  | Saint-Just-de-Claix possède des armoiries dont l'origine et le blasonnement exact ne sont pas disponibles. |